# كأس ولي العهد 2014–15
كأس ولي العهد 2014–15 هي النسخة الثانية والعشرين من بطولة كأس ولي العهد الكويتي، والتي أقيمت في موسم 2014–15.
حيث استطاع نادي العربي الفوز باللقب للمرة السابعة في تاريخه. بعدما تأهل إلى المباراة النهائية نادي الكويت ونادي العربي، وأستطاع نادي العربي بأن يفوز بنتيجة 4-2، بعد انتهاء الوقت الأصلي بالتعادل 2-2. سجل أهداف نادي الكويت كل من فهد العنزي ومكاليلي، بينما سجل لنادي العربي اللاعب محمد جراغ، أحمد هايل هدفين وحسين الموسوي.